# La Blonde de Singapour
Pour plus de détails, voir Fiche technique et Distribution.
La Blonde de Singapour (Sal of Singapore) est un film américain sonore réalisé par Howard Higgin, sorti en 1928.
Un remake sera tourné en 1931 : Sa femme, avec Gary Cooper et Claudette Colbert.

## Synopsis
Le capitaine de navire Lief Erickson découvre un bébé abandonné dans l'un de ses canots de sauvetage. Dans le port suivant, il enlève la prostituée Sal afin qu'elle puisse s'occuper de l'enfant. Au début, Sal est indignée, mais son instinct maternel s'éveille et elle prend soin du bébé. Elle fabrique une bouteille de lait avec une vieille bouteille de whisky et le doigt d'un gant en caoutchouc. 
L'officier en second qui avait aidé le capitaine à kidnapper Sal, veut la jeune femme pour lui-même ; Erickson l'assomme et le jette par-dessus bord.
L'enfant tombe gravement malade ; Sal et Erickson font tout pour le sauver. Le petit a une forte fièvre lorsque le navire arrive au port de San Francisco ; Sal veut quitter le navire avec le bébé mais, prenant soudain conscience qu'elle est de mauvaise réputation, elle laisse l'enfant au capitaine Erickson et part avec le grand rival de celui-ci, le capitaine Sunday. Après avoir placé le bébé en sécurité, Erickson poursuit son rival en pleine mer.

## Fiche technique
- Titre : La Blonde de Singapour
- Titre original : Sal of Singapore
- Réalisation : Howard Higgin
- Scénario : Elliott J. Clawson, Pierre Gendron, Howard Higgin et Edwin Justus Mayer
  - d'après le roman The Sentimentalists de Dale Collins (en) (1927)
- Musique : Josiah Zuro (en)
- Montage : Claude Berkeley
- Photographie : John J. Mescall
- Société de production et de distribution : Pathé Exchange
- Pays de production :  États-Unis
- Langue originale : anglais américain
- Format : noir et blanc — 35 mm — 1,33:1 — son : mono pur les scènes parlées (RCA Photophone System)
- Genre : Drame
- Durée : 70 minutes
- Dates de sortie : 
  - États-Unis : 4 novembre 1928
  - France : 29 novembre 1929
- Affiche : Joseph Koutachy (France)

## Distribution
- Phyllis Haver : Sal
- Alan Hale : le capitaine Erickson
- Fred Kohler : le capitaine Sunday
- Noble Johnson : un camarade d'Erickson
- Jules Cowles : le cuisinier